# Leupung Mesjid
Leupung Mesjid is een bestuurslaag in het regentschap Aceh Besar van de provincie Atjeh, Indonesië. Leupung Mesjid telt 243 inwoners (volkstelling 2010).